# Aussonce
Aussonce é uma comuna francesa na região administrativa de Grande Leste, no departamento Ardenas. Estende-se por uma área de 19,71 km². Em 2010 a comuna tinha 220 habitantes (densidade: 11,2 hab./km²).